# Emperador Groc

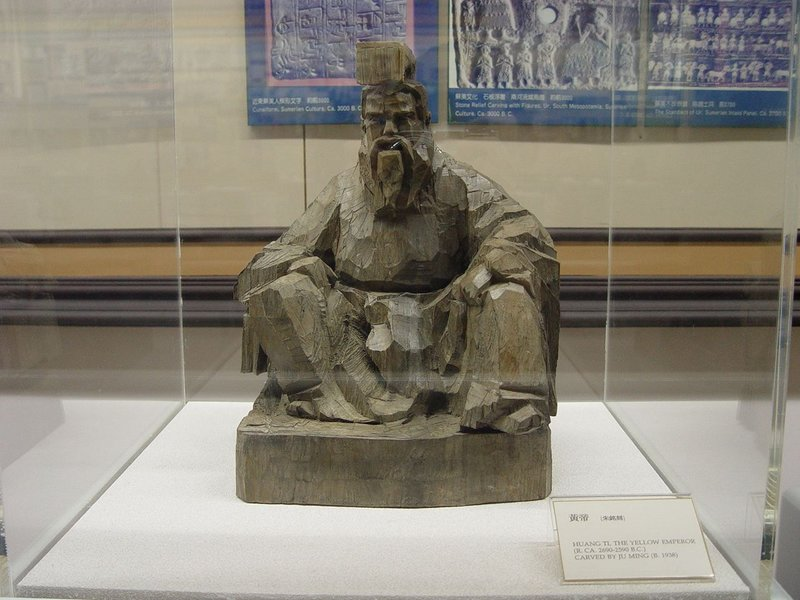
Escultura de l'emperador Groc a la Ciutat Prohibida de Pequín

Huangdi, Huang Di o l'emperador Groc (xinès: 黃帝/黄帝, pinyin: Huángdì), és un dels cinc emperadors llegendaris que va regnar, segons la tradició, des del 2698 fins al 2598 aC. Se'l representa com un conquistador, jutge, immortal, déu de la muntanya Kunlun i del centre de la Terra. Es tracta d'una figura molt important tant per a la mitologia com per a la historiografia xinesa tradicional.

## Llegendes
Sembla que, originàriament, era una figura mítica o un déu que fou posteriorment reinterpretat durant la dinastia Zhou. Al principi hauria estat un déu de la guerra que en les tradicions primerenques exercia un paper poc important, però que més endavant es convertiria en un dels "immortals" del taoisme.
S'explica que la seva mare quedà embarassada per un llamp caigut del cel nocturn i que, després de vint anys d'embaràs, va néixer Huangdi, que parlava des del naixement.
N'hi ha històries sobre la seva lluita amb el seu germà Shennong, i amb un diluvi causat per un monstre. També s'explica que posseeix un tambor fet amb pell de kui (un ésser mitològic que pot produir pluja, vent o sequera). La llegenda de la seva retirada cap a l'oest en la guerra contra l'emperador de l'est Chi You, en la batalla de Zhuolu, es considera com l'establiment de l'ètnia Han.

## Importància cultural
A l'emperador Groc, se li atribueix la invenció dels principis de la medicina xinesa: el Neijing (内經, Nèijīng) o Cànon mèdic de l'emperador Groc que, segons la llegenda, fou fet en col·laboració amb el seu metge Qi Bo (岐伯). Tanmateix, alguns historiadors moderns consideren que va ser compilat a partir de fonts antigues per un estudiós entre les dinasties Zhou i Han, més de 2.000 anys després. Així mateix, el seu historiador Cang Jie hauria estat el creador dels caràcters xinesos.
Segons una altra llegenda, la seva dona Luo Zu (螺祖) ensenyà als xinesos com teixir la seda dels cucs.
Els xinesos de l'ètnia Han consideren que Huangdi és el seu avantpassat, juntament amb Shennong, també anomenat Yandi, 'l'emperador Yan', i es refereixen a si mateixos amb la fórmula "els descendents de Yan i Huang" (炎黄子孙, Yán Huáng zisun).